# Zakrzów (powiat kazimierski)
Zakrzów – wieś w Polsce położona w województwie świętokrzyskim, w powiecie kazimierskim, w gminie Skalbmierz.
| SIMC    | Nazwa     | Rodzaj    |
| ------- | --------- | --------- |
| 1016836 | Natrakcie | część wsi |
| 1016859 | Podgaje   | część wsi |

W latach 1975–1998 miejscowość należała administracyjnie do województwa kieleckiego.